# Kecamatan Laratama
Kecamatan Laratama är ett distrikt i Indonesien.   Det ligger i provinsen Nusa Tenggara Timur, i den södra delen av landet, 1 400 km öster om huvudstaden Jakarta. Kecamatan Laratama ligger på ön Pulau Sumba.